# Hobgoblin (mythisch wezen)

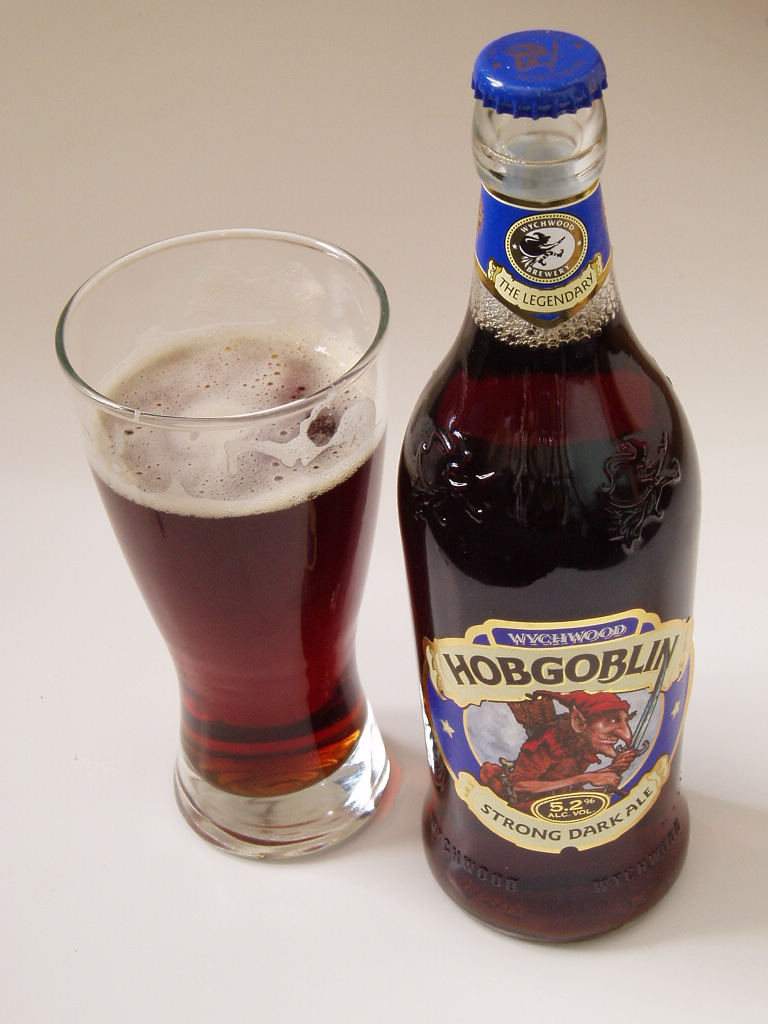
Een afbeelding van een hobgoblin op een bierfles

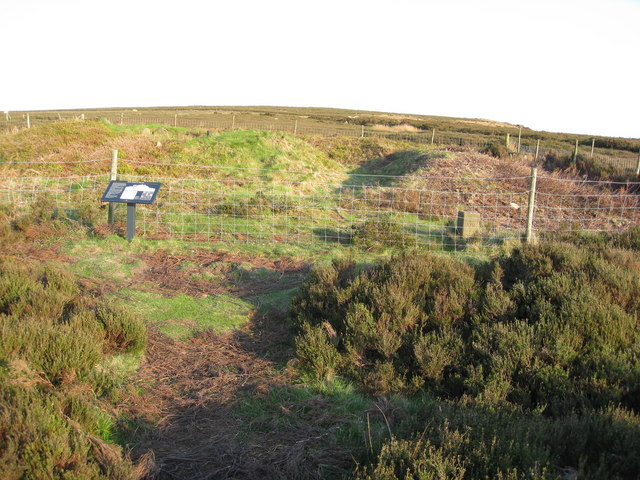
Beeley Moor - Hob Hurst's House, Derbyshire. De naam verwijst naar een mythische hobgoblin die in de nabije bossen rondspookte.

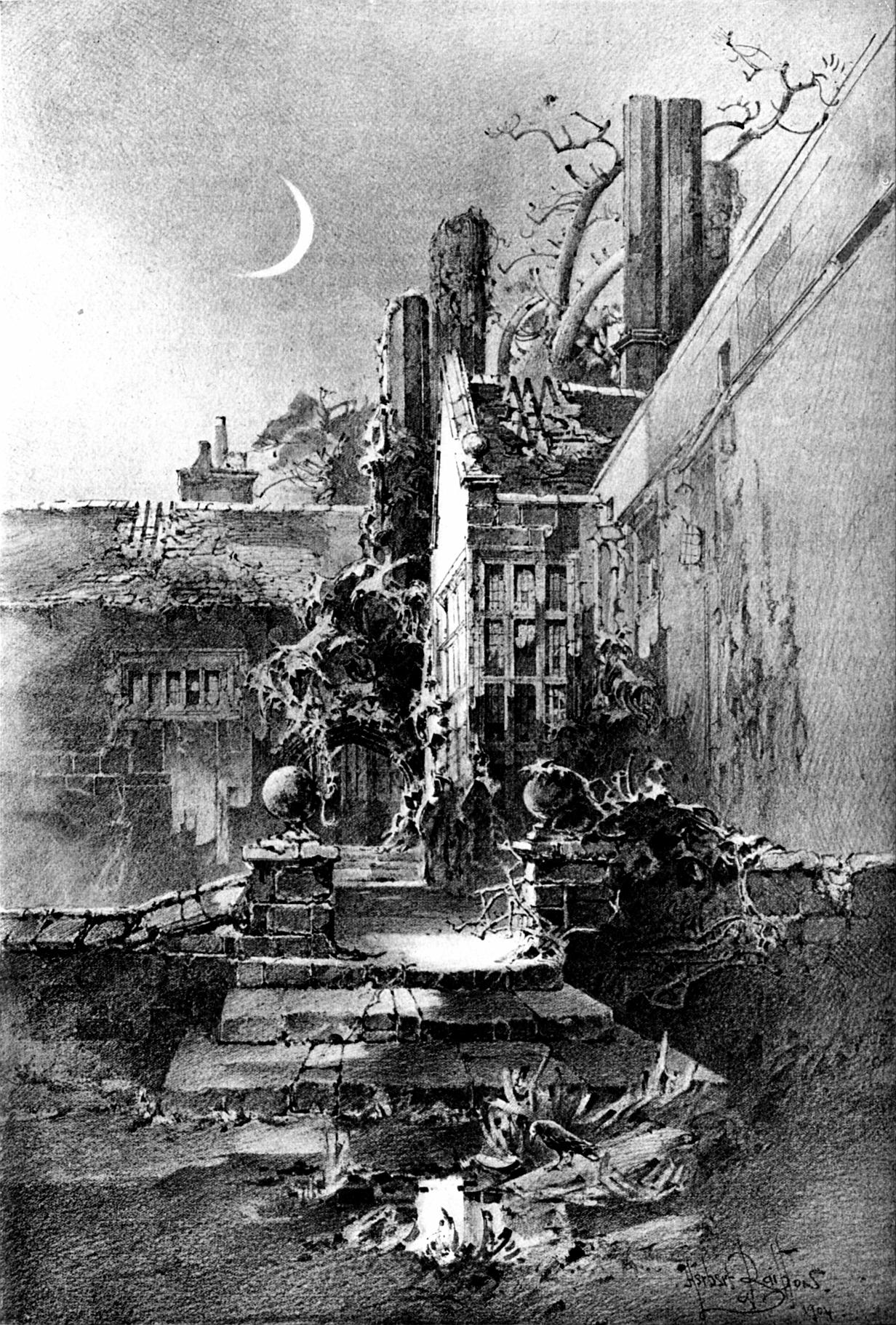
Hobgoblin Hall, het huis van William Wordsworth, Rydal Mount, 1904

Een hobgoblin is een kabouter of kobold uit de Engelse en Schotse mythologie.
Hobgoblins zijn kleine harige mannetjes die vreemde karweitjes opknappen in en rond het huis als de familie slaapt. Ze stoffen en strijken en vragen voedsel als beloning. Als men de wezens kleding gaf, verdwenen ze voorgoed. In verhalen wordt verteld dat de wezens dan beledigd zijn, maar in andere verhalen zijn de wezens te trots om te werken als ze kleding dragen.
Soms worden de benamingen 'goblin' en 'hobgoblin' door elkaar gebruikt. Gewoonlijk worden hobgoblins echter voor vriendelijk aangezien, terwijl goblins dit zeker niet zijn. Een hobgoblin lijkt meer op een rustige brownie en een hob, maar zal de omgeving meer pesten.
Hobgoblins kunnen van vorm veranderen. Als een hobgoblin beledigd wordt, verandert hij in een kwelgeest. Ze zijn lastig, beangstigend en soms zelfs gevaarlijk. Het is erg lastig om van deze boeman af te komen.
De menninkäinen wordt in vertalingen soms hobgoblin genoemd, dit is een soort leprechaun uit de Finse mythologie. De hobgoblin wordt in verband gebracht met de lutin, piskie, lubber fiend en de puca.

## Fantasy
Een bekende hobgoblin is Puck uit A Midsummer Night's Dream. Hier is het wezen een trouwe dienaar van de elfenkoning Oberon. Oberon vraagt hem ervoor te zorgen dat zijn vrouw Titania weer voor hem valt. Puck speelt ook een rol in Faust.
J.R.R. Tolkien beschrijft in The Hobbit een ras dat sterker en groter is dan goblins. Later schreef hij in een brief dat hij door verdere studie van de folklore ontdekte dat dit een omkering van de waarheid was. Deze vergissing werd overgenomen in andere fictieve hobgoblins. Tolkien hernoemde de wezens naar Uruk-hai in een poging zijn vergissing te herstellen.
Hogsqueal, de antiheld uit The Spiderwick Chronicles van Holly Black, is een hobgoblin.
In de Engelse vertaling van Finn Family Moomintroll is de hobgoblin een vreemd magisch wezen. In het origineel (Zweeds) is dit Trollkarlen (de tovenaar) en de soort wordt niet genoemd.
De hobgoblin komt voor in computerspellen (zoals RuneScape) en strips, zoals de Hobgoblin uit de Marvel Comics.
Hobgoblins is een Amerikaanse low-budget B-film uit 1988. De film wordt door velen gezien als een goedkope imitatie van Gremlins. Er kwam een vervolg op deze film (Hobgoblins 2).

## Varia
Hobgoblin is een soort ale geproduceerd door de Brouwerij Wychwood.